# おゆう
『おゆう』は、1983年4月～9月期に、TBS系列で放送された昼の連続テレビドラマ。ポーラテレビ小説第30作にあたる。

## 概要
ヒロインの浜尾朱美は徳島県出身、早稲田大学に進みアナウンサー志望であったが、TBSの入社試験を受けた際、柳井満プロデューサーによって見出され本作で女優デビューを飾る。『青が散る』に出演したあと、志望通りニュースキャスターに転身。TBSの『サンデーモーニング』、『筑紫哲也ニュース23』等に出演した。
真裏では、NHK連続テレビ小説『おしん』の再放送が行われていたため、その内容を対比した報道も見られたが、最終的に『おしん』の前に視聴率などで惨敗した。浜尾の相手役を務めた陣内孝則は、2018年8月28日に放送されたニッポン放送『ENEOSプレゼンツ あさナビ』に出演した際、本作の放送当時のことを「『おしん』が爆発的な視聴率だったので、「おゆう」は話題にも何もならなくて、『おしん』よりもかわいそうな俳優だった」と述べている他、2012年に夕刊フジが行ったインタビューでも「私が大根めしを食うハメになった」と本作を皮肉った。

## 物語
明治時代の長崎。かすてーら屋に育った娘・おゆうが、数奇な運命にさらされながら、東京・横浜と文明開化の地で過ごし、やがては「博覧会屋」としてパリの万国博へ日本文化を紹介するために赴くまでを描く。

## 放映データ
- 放映期間：1983年4月4日 - 9月30日（全130話）
- 放映時間：毎週月曜日 - 金曜日、12:40 - 13:00

## キャスト
| - おゆう：浜尾朱美 - たよ：東恵美子 - 清吉：川津祐介 - 幸吉：陣内孝則 - 源三郎：浜村純 - 太一郎：大塚国夫 - さい：堀永子 - きえ：戸川純 - 辰之助：潮哲也 - のし：赤木春恵 | - 保科信次郎：伊藤孝雄 - 赤倉：石橋雅史 - 伊三次：伊藤克信 - 隆太郎：さとう宗幸 - 芳蔵：伊藤敏八 - ふじ：白川由美 - 桜田：財津一郎 - 弥兵衛：笠智衆 - 惣平：織本順吉 - はつ：中村久美 | - 木村夫人：岩本多代 - くみ：田島令子 - 安：鈴木正幸 - かつ：中原早苗 - 野村：小鹿番 - みよ：戸川京子 - 聡一郎：草薙幸二郎 - 吉野：黒田福美 - きち：中島葵 - 平三：安藤一夫 | - うめ：幸田直子 - 薄雪：水島美奈子 - つる：神保共子 - 木村祐輔：久富惟晴 - 徳兵衛：金井大 - とり：樋口のり子 - 加吉：西村淳二 - はる：大和撫子 - せつ：大方斐紗子 - 小桜：岡本広美 | - 雲伊：小野洋子 - 垂水藤太 - 西沢利明 - 上田忠好 - 直江喜一 - 西尾三枝子 - 大月ウルフ 他 |

## スタッフ
- プロデュース：柳井満
- 演出：竹之下寛次、山田護、生野慈朗、田代冬彦
- 脚本：北原優
- 音楽：丹羽応樹
- 主題歌：さだまさし『望郷』